# Living in the Material World
Living in the Material World (с англ. — «Живя в материальном мире») — четвёртый студийный альбом английского музыканта Джорджа Харрисона, выпущенный 30 мая 1973 года на Apple Records. Как продолжение получившего признание критиков альбома All Things Must Pass 1970-х годов и его новаторского благотворительного проекта Концерт для Бангладеш, он был одним из самых ожидаемых релизов того года. Альбом был сертифицирован Американской ассоциацией звукозаписывающих компаний золотым через два дня после выпуска, став вторым альбомом Харрисона номер 1 в США, и породил международный хит «Give Me Love (Give Me Peace on Earth)». Он также возглавил чарты альбомов в Канаде и Австралии и достиг 2-го места в Великобритании.
Альбом Living in the Material World примечателен бескомпромиссным лирическим содержанием своих песен, отражающим борьбу Харрисона за духовное просветление против его статуса суперзвезды, а также тем, что многие комментаторы считают лучшими гитарными и вокальными выступлениями в его карьере. В отличие от All Things Must Pass, Харрисон сократил производство Material World, используя основную группу музыкантов, включающую Ники Хопкинса, Гэри Райта, Клауса Формана и Джима Келтнера. Ринго Старр, Джон Бархэм и индийский классический музыкант Закир Хусейн были среди других участников альбома.
После выпуска Rolling Stone описал его как «поп-классику», работу, которая «стоит особняком как символ веры, чудесная в своём сиянии». Большинство современных рецензентов считают Living in the Material World достойным преемником All Things Must Pass, даже если он неизбежно не дотягивает до грандиозного опуса Харрисона. Автор Саймон Ленг называет альбом «забытым блокбастером», представляющим «завершение эпохи, последнее приношение лондонской эры The Beatles». В 2006 году EMI переиздала альбом в ремастеринговой форме с бонус-треками, а также выпустила подарочное издание на CD/DVD, включавшее видеоклипы четырёх песен.

## Об альбоме
Утомлённый организацией огромного благотворительного «Концерта для Бангладеш» в 1971 году, Харрисон был не в состоянии начать работу над новым альбомом вплоть до конца 1972 года. Харрисон записал «Living in the Material World» без помощи Фила Спектора, в студии Apple Records в Лондоне. Как обычно, Харрисон пригласил к участию в записи альбома своих друзей-музыкантов Ринго Старра, Джима Келтнера, Ники Хопкинса, Гэри Райта и Клауса Формана. Музыка для песни «Try Some, Buy Some» была записана Харрисоном вместе с Филом Спектором в ещё в 1971 году специально для американской певицы Ронни Спектор. Музыкальная композиция Харрисону понравилась, и он решил использовать её для своей собственной версии песни.
За полтора месяца до выхода альбома Харрисон выпустил сингл «Give Me Love (Give Me Peace on Earth)», который достиг первого места в американских чартах и попал в десятку в британских. Сам альбом вышел в свет 22 июня 1973 года и имел большой успех. Он продержался на вершине американского хит-парада пять недель, достиг первой позиции в канадских и австралийских чартах, и второй позиции — в британских. В американских чартах Living in the Material World пришёл на смену альбому Пола Маккартни и группы Wings Red Rose Speedway. В отличие от All Things Must Pass, критики встретили альбом достаточно прохладно. Они отметили серьёзный и даже несколько мрачный тон Living in the Material World, отличавшегося философско-религиозным уклоном. В альбоме нашла отражение озабоченность Харрисона состоянием мира и направлением, в котором двигалось человечество. Принято считать, что после выхода Living in the Material World музыкальная карьера Харрисона пошла на спад. Однако, оглядываясь назад, большинство современных критиков характеризуют Living in the Material World как ценный и добротный альбом музыканта.
26 сентября 2006 года лейблы Capitol Records и EMI переиздали Living in the Material World на CD и делюкс CD/DVD. На ремастированный альбом были включены две новых композиции, «Deep Blue» — сторона «Б» сингла 1971 года «Bangla Desh» и «Miss O’Dell» — сторона «Б» сингла «Give Me Love (Give Me Peace on Earth)».
На DVD вошла редкая концертная запись «Give Me Love (Give Me Peace on Earth)» с японского тура Харрисона 1991 года; документальный фильм, показывающий сессии звукозаписи Living in the Material World, а также впервые увидевшие свет альтернативные версии песен «Miss O’Dell» и «Sue Me, Sue You Blues».

## Список композиций
Все песни написаны Джорджем Харрисоном.

### Сторона «А»
1. «Give Me Love (Give Me Peace on Earth)» — 3:36
2. «Sue Me, Sue You Blues» — 4:48
3. «The Light That Has Lighted the World» — 3:31
4. «Don’t Let Me Wait Too Long» — 2:57
5. «Who Can See It» — 3:52
6. «Living in the Material World» — 5:31

### Сторона «Б»
1. «The Lord Loves the One (That Loves the Lord)» — 4:34
2. «Be Here Now» — 4:09
3. «Try Some, Buy Some» — 4:08
4. «The Day the World Gets 'Round» — 2:53
5. «That Is All» — 3:43

Ремастированная версия альбома вышла в свет в 2006 году с двумя бонусными композициями:
1. «Deep Blue» — 3:47 — изначально вышла в 1971 году на стороне «Б» сингла «Bangla Desh».
2. «Miss O’Dell» — 2:33 — изначально вышла в 1973 году на стороне «Б» сингла «Give Me Love (Give Me Peace on Earth)».

### Бонусный DVD
- «Give Me Love (Give Me Peace on Earth)» — концертная запись, сделанная в Токио 15 декабря 1991 года
  - Аудио:
    - PCM Stereo
    - Dolby Digital 5.1
    - DTS 5.1
- «Miss O’Dell» (альтернативная версия)
- «Sue Me, Sue You Blues» (акустическая демоверсия)
- «Living in the Material World»

## Участники записи
- Джордж Харрисон — вокал, гитара
- Ринго Старр — ударные
- Гэри Райт — клавишные
- Ники Хопкинс — пианино
- Джим Келтнер — ударные
- Джим Гордон — ударные
- Джон Барнхэм — струнные
- Закир Хуссейн — табла
- Джим Хорн — флейта, саксофон
- Клаус Форман — бас-гитара

## Чарты

### Альбом
| Страна         | Позиция в чартах (1973) | Позиция в чартах (1973) | Позиция в чартах (1973) |
|                | Наивысшая позиция       | Количество недель       |                         |
| -------------- | ----------------------- | ----------------------- | ----------------------- |
| Канада         | 1 (6)                   | 25                      |                         |
| США            | 1 (5)                   | 26                      |                         |
| Австралия      | 1 (4)                   |                         |                         |
| Великобритания | 2                       | 12                      |                         |
| Норвегия       | 4                       | 11                      |                         |
| Япония         | 9                       | 17                      |                         |

| Страна | Позиции в чартах (2006) | Позиции в чартах (2006) | Позиции в чартах (2006) |
|        | Наивысшая позиция       | Количество недель       |                         |
| ------ | ----------------------- | ----------------------- | ----------------------- |
| Япония | 33                      | 1                       |                         |

### Синглы
| Год  | Сингл                                   | США | Норвегия | Великобритания | Австралия | Япония |
| ---- | --------------------------------------- | --- | -------- | -------------- | --------- | ------ |
| 1973 | «Give Me Love (Give Me Peace on Earth)» | 1   | 7        | 8              | 9         | 37     |